# كلوتيلد إسبوزيتو
كلوتيلد إسبوزيتو (ولدت في 20 أبريل عام 1997م في نابولي ) هي ممثلة مسرحية وسينمائية إيطالية الأصل. اشتهرت بلعب دور سيلفيا سكاكو في المسلسل التلفزيوني الدرامي الإيطالي The Sea Beyond (2020 - حاليًا).

## السيرة الشخصية
ولدت كلوتيلد إسبوزيتو في نابولي ، ودرست التمثيل في مدرسة "لاريبالتا" للسينما والمسرح والرقص في كاستيلاماري دي ستابيا من 2012م إلى 2017م  وتخرجت في القانون. في عام 2012م لعبت دور غريتا فورنييه عندما كانت مراهقة في المسلسل التلفزيوني آن بوستو آل سولي. في العام التالي شارك في الفيلم الخيالي دمية - الشجعان والعاطفة  وفي عام 2014م كان ضمن طاقم فيلم المليونيرات للمخرج أليساندرو بيفا. في عام 2015م شاركت في ورشة عمل في مدرسة لاريبالتا للتمثيل مع مدير اختيار الممثلين بينو بيليجرينو  والرواية سوتو كوبرتورا. شاركت بين عامي 2014 و2017م في فيلم Furore  بينما ستصبح اعتبارًا من عام 2020م جزءًا من طاقم الممثلين الدائمين لـ وراء البحر.

## فيلموغرافيا

### السينما
- ميليوناري ، إخراج أليساندرو بيفا (2014 م)

### التلفاز
- في مكان واحد (آن بوستو آل سولي) - مسلسل تلفزيوني (2012)
- دمية - مسلسل تلفزيوني الشجعان والعاطفة (2013)
- المتخفي (سوتو كوبرتورا) - مسلسل تلفزيوني (2015)
- الضجة - مسلسل تلفزيوني (2014-2017)م
- ماري فوري (2020 إلى الوقت الحاضر)